# Plectroboarmia sordida
Plectroboarmia sordida är en fjärilsart som beskrevs av Butler 1882. Plectroboarmia sordida ingår i släktet Plectroboarmia och familjen mätare. Inga underarter finns listade i Catalogue of Life.